# Heleodromia macropyga
Heleodromia macropyga är en tvåvingeart som beskrevs av Saigusa 1963. Heleodromia macropyga ingår i släktet Heleodromia och familjen Brachystomatidae. Inga underarter finns listade i Catalogue of Life.